# 키스 (1998년 영화)
《키스》(Living Out Loud)는 미국에서 제작된 리처드 라그라브네스 감독의 1998년 코미디, 드라마, 멜로/로맨스 영화이다. 홀리 헌터 등이 주연으로 출연하였고 대니 드비토 등이 제작에 참여하였다.

## 출연

### 주연
- 홀리 헌터
- 대니 드비토

### 조연
- 퀸 라티파
- 마틴 도노반
- 엘리어스 코티스
- 리차드 쉬프

## 기타
- 공동제작: 에릭 맥로드
- 미술: 넬슨 코티즈
- 세트: 린다 리 슈튼
- 의상: 제프리 커랜드
- 배역: 마저리 심킨